# Genocídio na Guatemala
Genocídio na Guatemala é um genocídio ocorrido na Guatemala na década de 1980. Foi no período da guerra civil da Guatemala (1960-1996) em que ocorreram, conforme relatado pela Comissão para o Esclarecimento Histórico das Nações Unidas, 669 massacres com mais de 200 000 mortos e 45 000 desaparecidos ao longo do conflito que durou 36 anos. Os militares e paramilitares de direita que governavam o país, segundo estimativas da ONU, cometeram 80% dos crimes. Anualmente foram cometidos 6 000 assassinatos, dos quais 98% ficaram impunes porque as vítimas, na sua maioria índios maias, não ousavam a imporem-se nos recursos judiciais.

## Vítimas
As vítimas, mais de 200 000 mortos e 45 000 desaparecidos, foram encontradas entre os seguintes estratos sociais: 
- principalmente a população maia;
- a comunidade universitária;
- entre as pessoas que professavam a religião católica;
- entre aqueles que expressavam políticas ou simpatizavam com a teologia da libertação;
- entre os militantes e simpatizantes socialistas ou movimentos populares;
- entre as pessoas de nível socioeconômico mais baixo;
- entre os proprietários de terras alemães no norte do país que apoiavam grupos de camponeses;
- entre os camponeses;
- entre políticos e líderes sindicais.

Muitos deles, juntamente com seus familiares foram mortos em diversas campanhas de "terra queimada" e desaparecimentos forçados. 
Este movimento foi feito primeiramente em uma tentativa de reduzir a atividade dos grupos subversivos e depois com a tentativa de criar uma sociedade militarista governada pelos militares ignorando completamente a população civil, inclusive os empresários da Guatemala que inicialmente apoiaram as campanhas militares. 
O balanço deste período são centenas de massacres nas regiões ocidentais do país e mais de 200 000 mortes em uma guerra pouco conhecida e raramente relatada.